# Amadou-Mahtar M’Bow
Amadou-Mahtar M’Bow (ur. 21 marca 1921 w Dakarze, zm. 24 września 2024) – senegalski polityk, dyrektor generalny UNESCO w latach 1974–1987.

## Życiorys
Podczas II wojny światowej zaciągnął się na ochotnika do wojska, walczył we Francji i Afryce Północnej. Ukończył geografię na Uniwersytecie w Paryżu. Następnie powrócił do ojczyzny i nauczał historii oraz geografii.
W latach 1952–1957 był odpowiedzialny za stworzenie programu nauczania w całym kraju. W 1966 został członkiem Rady Wykonawczej UNESCO, po czym wybrano go na przewodniczącego „Programu i Stosunków Zewnętrznych Komisji Zarządu”. W tym samym roku został wybrany na Ministra Edukacji. Urząd sprawował dwa lata, zostając następnie Ministrem Kultury. W 1970 otrzymał stanowisko zastępcy dyrektora generalnego UNESCO ds. Edukacji. Cztery lata później, w 1974, został dyrektorem generalnym tej organizacji. Był nim przez dwie kadencje (został wybrany ponownie w 1980). Jego następcą został w 1987 Federico Mayor Zaragoza.